# Албогачиев, Артаган Орцхоевич
Артага́н Орцхо́евич Албогачи́ев (ингуш. Албохчанаькъан Оарцха АртагӀа; 1914, с. Экажево, Терская область — 3 апреля 1984, с. Экажево, Чечено-Ингушская АССР) — звеньевой совхоза «Экажевский» Назрановского района Чечено-Ингушской АССР, Герой Социалистического Труда.

## Биография
Ингуш. После окончания начальной школы работал в сельском хозяйстве. В 1944 году был депортирован. В 1958 году вернулся на родину. Выращивал кукурузу. Вскоре был избран звеньевым местного совхоза «Экажевский».
В 1968 году возглавил картофелеводческое звено и в первый же год его звено собрало урожай вчетверо выше планового. Албогачиев умудрялся получать высокие урожаи даже после града.
8 апреля 1971 года за выдающиеся заслуги ему было присвоено звание Героя Социалистического Труда. Албогачиев был депутатом Верховного Совета Чечено-Ингушетии. В 1971 году был избран делегатом XXIV съезда КПСС.
Жил в родном селе Экажево, где и скончался 3 апреля 1984 года.

## Награды
- Орден Ленина (8 апреля 1971);
- Орден Трудового Красного Знамени (7 декабря 1973);
- Орден Октябрьской Революции (23 декабря 1976);
- медали.